# پلا (پیمونت)
پلا (به ایتالیایی: Pella) یک کومونه در ایتالیا است که در استان نووارا واقع شده‌است. پلا ۸٫۱ کیلومتر مربع مساحت و ۱٬۱۵۹ نفر جمعیت دارد.